# Hoser (Viersen)
Hoser ist ein Ortsteil der nordrhein-westfälischen Kreisstadt Viersen. Innerhalb des Viersener Stadtgebiets liegt die Ortschaft Hoser im Westen des Stadtbezirks Alt-Viersen. Anders als der etwas weiter südlich liegende Ortsteil Bockert wird Hoser postalisch noch zur Viersener Innenstadt gerechnet und hat daher die Postleitzahl 41747 (und nicht 41748). Frühere Bezeichnungen für die Ortschaft waren Holthusen oder Hooser. Soweit es überhaupt überliefert wurde, ist Hoser bereits seit dem Mittelalter ein Teil von Viersen, von einer wie auch immer gearteten kommunalen Selbstständigkeit ist nichts bekannt. Auch in kirchlicher Hinsicht verhält es sich ähnlich: Hoser hat keine eigene katholische Pfarrkirche, sondern ist der Pfarrgemeinde St. Peter im benachbarten Ortsteil Bockert angegliedert.

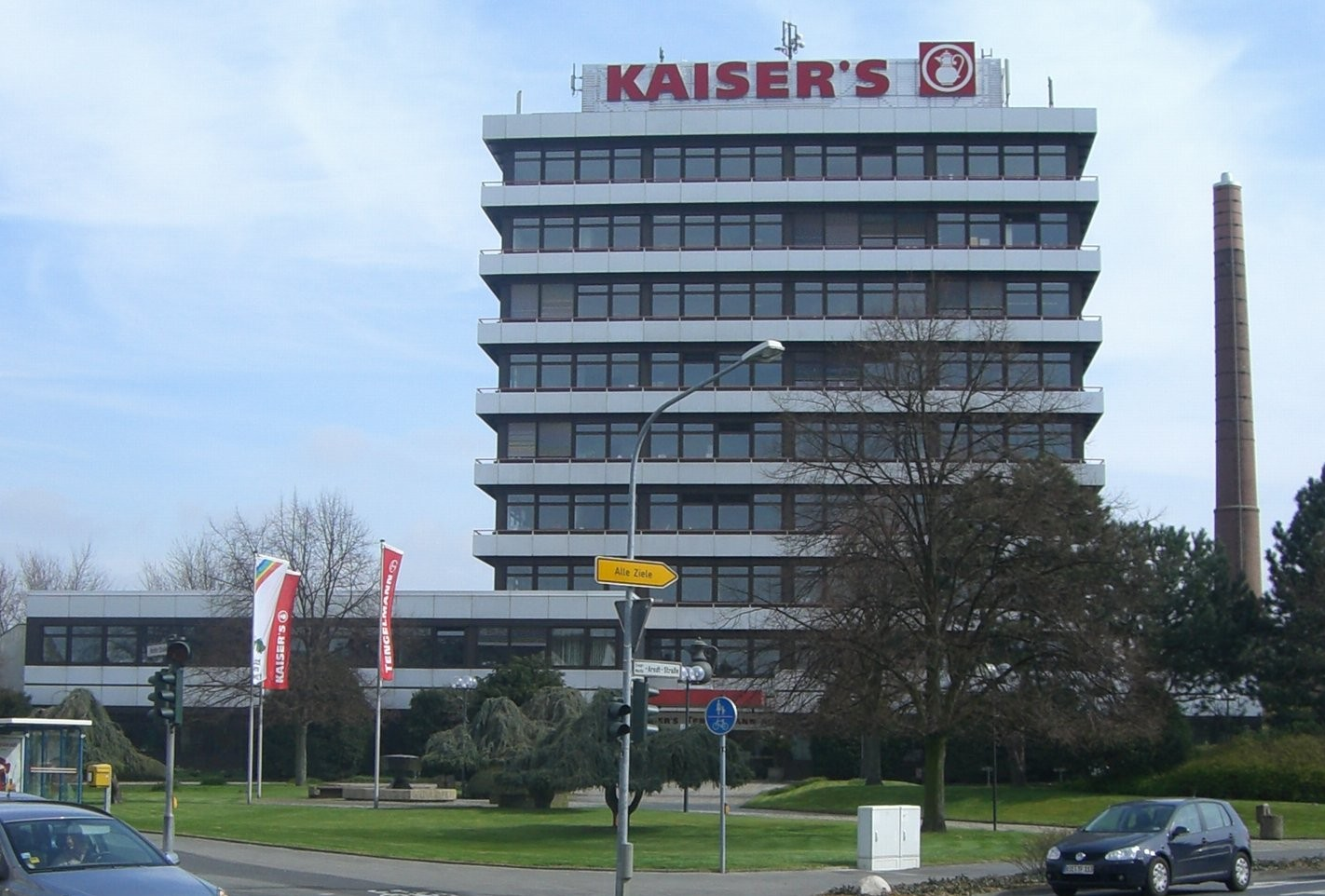
So sah es in Hoser bis Ende 2009 aus: Das Kaiser’s Verwaltungsgebäude

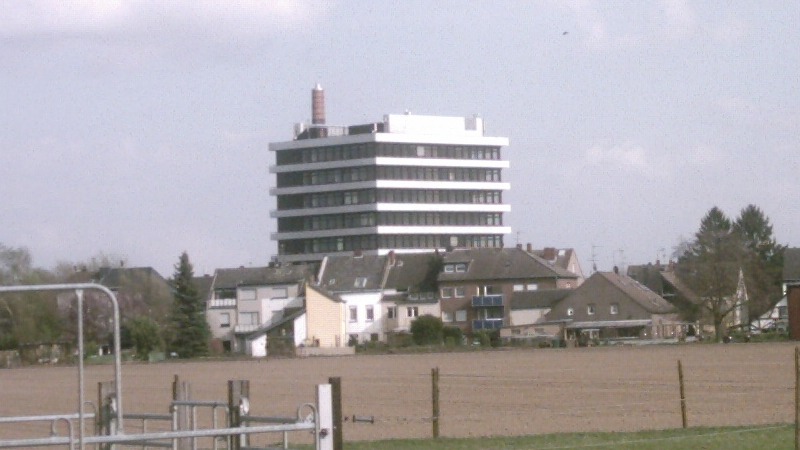
Das in weiten Teilen Viersens (und darüber hinaus) sichtbare Wahrzeichen von Hoser: Das Hochhaus der ehemaligen Kaiser’s Betriebsverwaltung auf dem Hoser Berg. Der Schriftzug Kaiser’s wurde inzwischen entfernt.

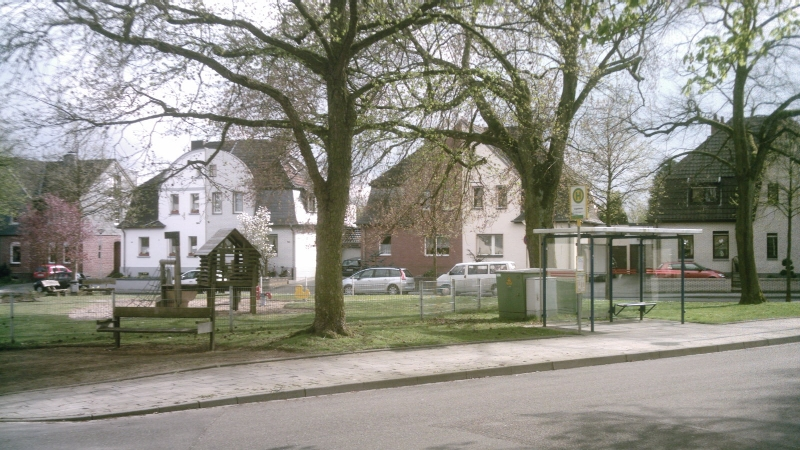
Die Siedlung Eigenheim in Hoser mit Bushaltestelle.

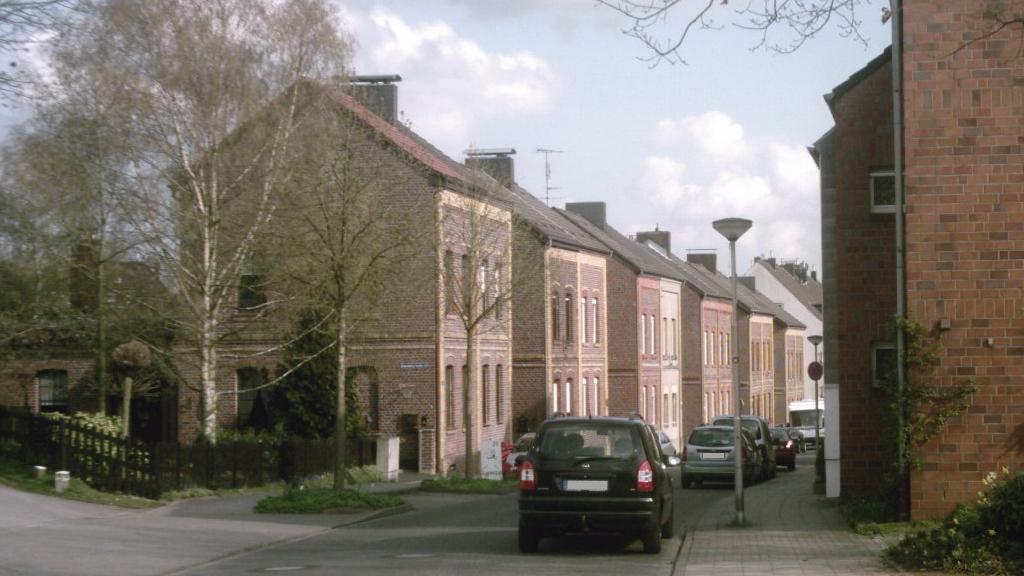
Hoser: Blick in die Gutenbergstraße.

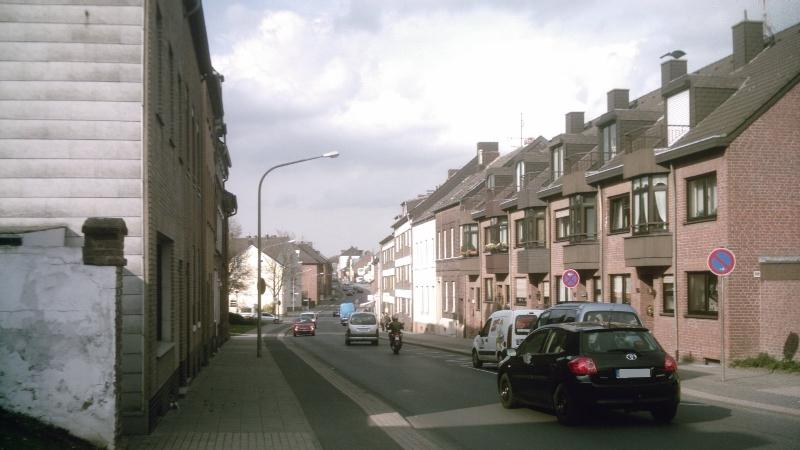
Die Hardter Straße (L39) von Hoser aus gesehen in Richtung der Viersener Innenstadt

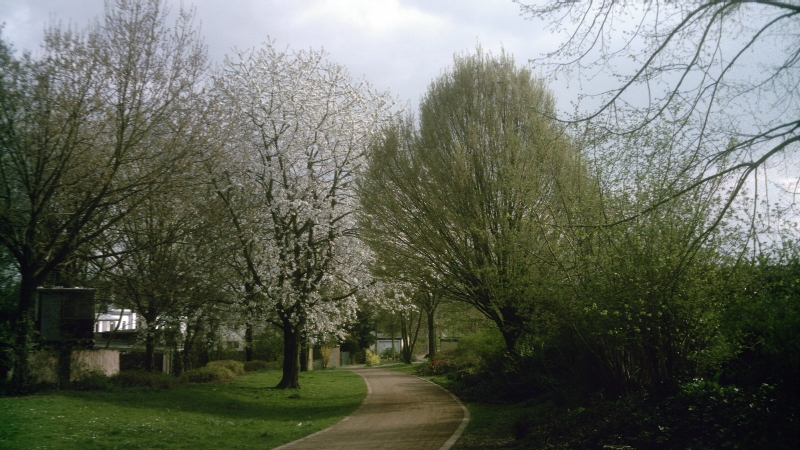
Der Pfad Im Hoser ist ein Fußgänger- und Radweg, über den der Irmgardispfad verläuft.

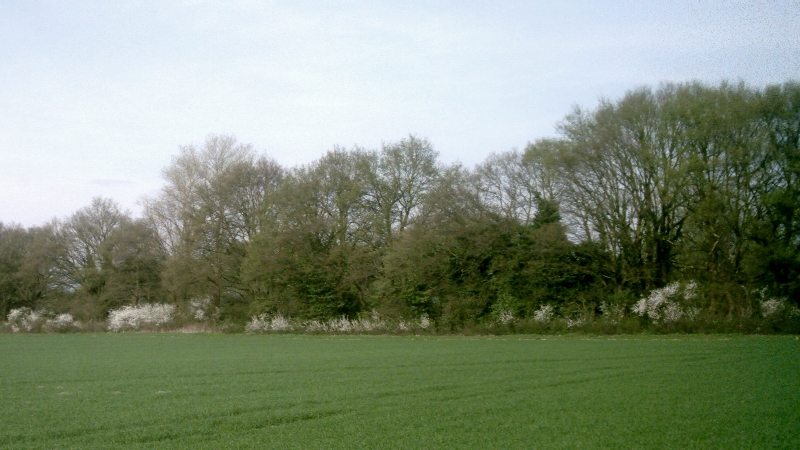
Die Innere Landwehr von Alt-Viersen in der Nähe von Hoser ist heute ein Kulturdenkmal.

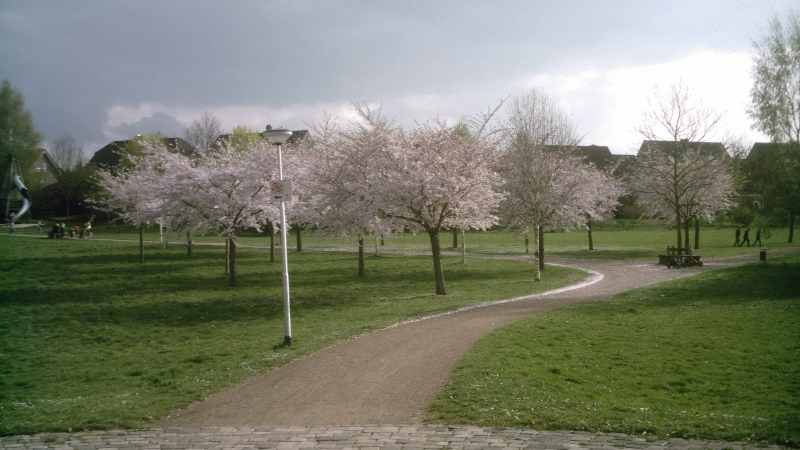
Der Jubiläumsgarten zwischen Bockert und Hoser von der Hoser-Seite aus gesehen.

## Wirtschaft

### Kaiser’s Tengelmann
Im Viersener Ortsteil Hoser befand sich seit 1880 und bis Ende 2009 die Hauptverwaltung des Einzelhandelskonzerns Kaiser’s Tengelmann. Ab dem 1. Januar 2010 wurde die Verwaltung von Kaiser’s Tengelmann nach Mülheim an der Ruhr verlegt. Der Schriftzug „Kaiser’s“ auf dem Dach des früheren Verwaltungs-Hochhauses wurde inzwischen entfernt.

## Verkehr

### Straßenverkehr
- Hoser wird in Nord-Süd-Richtung von der zweispurigen Landesstraße L39 durchquert. Nördlich des ehemaligen Kaiser’s-Hochhauses an der Ecke Ernst-Moritz-Arndt-Straße ist dies die Straße Lichtenberg (in Richtung Viersener Innenstadt), südlich davon die Hardter Straße, die über Bockert nach Mönchengladbach-Hardt führt.
- In West-Ost-Richtung verbindet die Kreisstraße 18, hier als Brasselstraße, Hoser mit Beberich und der Gladbacher Straße (L71).
- Etwas weiter nördlich verläuft, parallel zur K18, die Ernst-Moritz-Arndt-Straße, welche von der Ecke Lichtenberg/Hardter Straße am früheren Kaiser’s-Hochhaus ebenfalls zur Gladbacher Straße führt und darüber hinaus weiter bis an die vierspurige L116 (Kölnische Straße).
- Der nächstgelegene Autobahn-Anschluss ist, etwas westlich des benachbarten Ortsteils Bockert, die Autobahnanschlussstelle Mackenstein an der A 61.

### Schienenverkehr
Schienengebundenen Personenverkehr gibt es in Hoser nicht und hat es auch nie gegeben, weder als Eisen- noch als Straßenbahn. Dafür gab es jedoch bis in die 1980er Jahre ein Gütergleis. Die Güterstrecke zweigte etwas nordöstlich von Hamm von der dort verlaufenden Eisenbahn-Hauptstrecke ab und führte etwa am südlichen Rand der Alt-Viersener Innenstadt vorbei bis nach Hoser. Hier endete die Strecke im Bereich des Gewerbekomplexes der Firma Kaiser’s.
Reste dieses Gütergleises sind neben der Bachstraße unter der Eisenbahnunterführung nordöstlich von Viersen-Hamm noch sichtbar. Der von Hoser aus nächstgelegene Bahnhof, der für den Personenverkehr noch in Betrieb ist, ist der Bahnhof Viersen. (Stand: April 2011)

### Busverkehr
Als Ortsteil von Viersen zählt Hoser zum Tarifgebiet des Verkehrsverbunds Rhein-Ruhr. Die Mönchengladbacher NVV AG und die Viersener Niederrheinwerke bedienen den Ortsteil Hoser mit insgesamt drei Buslinien:
| Typ | Linie | Strecke | Hinweise |
| --- | ----- | --- | --- |
|     | SB 88 | Viersen Bf. ↔ Viersen, Busbf. ↔ Hoser, Landwehrstr. ↔ Mackenstein ↔ Schwalmtal ↔ Niederkrüchten ↔ Elmpt ↔ Brüggen | Schnellbus, NVV AG Auf dem Weg Richtung Schwalmtal fährt der Bus zwar durch den benachbarten Ortsteil Bockert, hält dort aber nicht! |
|     | 081   | Bockert ↔ Hoser ↔ Viersen, Gereonsplatz ↔ Viersen, Busbf. ↔ Krefelder Str. ↔ Robend ↔ Düpp, Im Wolfhahn           | Niederrheinwerke Viersen |
|     | 082   | Bockert ↔ Hoser ↔ Viersen, Busbf. ↔ Viersen, Gereonsplatz ↔ Viersen, Bf. ↔ Robend ↔ Düpp, Im Wolfhahn             | Niederrheinwerke Viersen, in Hoser wird zusätzlich die Haltestelle „Eigenheim“ angefahren.                                           |
|     |       | | (Stand: April 2011) |

### Radwanderwege
Die Ortschaft Hoser wird von mehreren Radwanderwegen durchquert oder berührt, insgesamt führen drei offiziell ausgewiesene Radwanderwege auf 2 Achsen durch das Gebiet:
- Direkt durch Hoser hindurch führt der Irmgardispfad, ein innerstädtischer Wanderweg für Fußgänger und Radfahrer. Der Irmgardispfad führt von der Irmgardiskapelle in den Süchtelner Höhen am westlichen Stadtrand von Alt-Viersen vorbei nach Hoser und weiter über Beberich, Ompert und Ummer nach Helenabrunn.[7]
- Etwas außerhalb von Hoser verlaufen auf gemeinsamem Fahrweg:
  - Die Hauptstrecke der NiederRheinroute, hier speziell zwischen Alt-Viersen und Dülken.[8]
  - Die Deutsche Fußballroute NRW, hier speziell zwischen den Erlebnis-Städten Krefeld und Mönchengladbach.

## Vereinswesen und Gesellschaftsleben
- St. Petri Schützenbruderschaft von 1753 Viersen-Hoser e. V.[9]
- Freiwillige Feuerwehr Viersen, Löschgruppe Hoser[10]
- Karnevalgesellschaft Hoseria Viersen-Hoser 1950 e. V.[11]

## Sehenswürdigkeiten
- Innere Landwehr: Etwas außerhalb von Hoser sind Reste der Inneren Landwehr von Alt-Viersen erhalten und werden offiziell als Kulturdenkmal ausgewiesen.[1][12]
- Viersener Jubiläumsgarten: Zwischen Hoser und Bockert befindet sich der sog. Jubiläumsgarten. Dabei handelt es sich um eine kleine Parkanlage, in der interessierte und geneigte Bürger anlässlich ihrer persönlichen Jubiläen (Geburtstage, Hochzeitstage etc.) jeweils eine Baumpflanzung vornehmen konnten.[13]

## Die nähere Umgebung
| Schirick     | Löh                                         | Rintgen  |
| Dülken       | Kompassrose, die auf Nachbargemeinden zeigt | Hamm     |
| Bergerstraße | Bockert                                     | Beberich |